# اوبرزوشرینگ
اوبرزوشرینگ (به آلمانی: Obersöchering) یک شهر در آلمان است که در بایرن واقع شده‌است.

## خصوصیات
اوبرزوشرینگ ۲۴٫۲۷ کیلومترمربع مساحت دارد ۶۶۵ متر بالاتر از سطح دریا واقع شده‌است.